# Osiedla Tarnobrzega
Tarnobrzeg podzielony jest na 15 osiedli. Osiedla stanowią oficjalny, prawny podział administracyjny miasta. Powołane uchwałą Rady Miasta Tarnobrzega. Zgodnie z art.5 ustawy o samorządzie gminnym z dnia 8 marca 1990 r. stanowią jednostkę pomocniczą gminy – czyli lokalną wspólnotę samorządową mieszkańców miasta Tarnobrzega.

## Krytyka
Należy podkreślić, że osiedla są tylko jednostkami pomocniczymi ustalonymi na potrzeby władz samorządowych. Ich liczba i granice są zmienne i nie oddają zwyczajowego ani nawet historycznego nazewnictwa. Największe kontrowersje wywołuje nazwa Dzików – znana z historii Polski z konfederacji dzikowskiej. Dzikowem nazwano tereny Wymysłowa, na których w latach 90. wybudowano osiedle mieszkaniowe. Jedną z ulic nazwano nawet ul. Konfederacji Dzikowskiej. Powoduje to dezinformację wśród osób nieznających zawiłości nazewniczych Tarnobrzega. Nie zaznaczono odrębności tak ważnych dla miasta terenów jak Machów czy Zwierzyniec.

## Osiedla utworzone na mocy uchwały Rady Miasta[1][2][3]

### Dzików
- Granice osiedla: między (historycznym) Dzikowem a Zakrzowem do Wisły, wzdłuż Wisły do granic Starego Miasta tj. do linii prostopadłej do Wisły, dalej  ulica Warszawska, do granic osiedla Zakrzów[4]
- Ulice: ul. Konfederacji Dzikowskiej, ul. J. Słomki – historycznie teren wokół zespołu pałacowo-parkowego, obecnie także osiedle z lat 90.
- GUSowski numer TERYT: 0980122

### Miechocin
- Granice osiedla: od strony północnej granica biegnie wzdłuż osiedla Przywiśle, Wielopole, Siarkowiec, od strony wschodniej przebieg granicy oparty na całej długości osiedla Mokrzyszów, od strony południowej przebieg granicy oparty na całej długości osiedla Ocice i (byłej) Kopalni Machów, od strony zachodniej granica biegnie środkiem rzeki Wisły[5]
- Ulice: ul. Mickiewicza, ul. Kamionka – osiedle o charakterze wiejskim, położone najbliżej Zalewu Machowskiego. Do połowy XX w. wieś na obrzeżach miasta
- GUSowski numer TERYT: 0980174

### Mokrzyszów
- Ulice: ul. Sienkiewicza – osiedle o charakterze miejskim
- GUSowski numer TERYT: 0980180

### Nagnajów
- powierzchnia 324,25 ha[3] – osiedle o charakterze wiejskim, wysunięte najbardziej na południe
- GUSowski numer TERYT: 0980205

### Ocice
- Ulice: ul. Ocicka – osiedle o charakterze wiejskim. Do połowy XX w. wieś na obrzeżach miasta
- GUSowski numer TERYT: 0980211

### Piastów
- Granice osiedla: ul. Kazimierza Wielkiego, ul. Królowej Jadwigi, ulica rozgraniczająca osiedle Piastów i Serbinów, wzdłuż torów kolejowych do granic Sobowa, granice Sobowa do ulicy Bema, ul. Bema, al. Warszawska do ul. Kazimierza Wielkiego[4] – osiedle domków jednorodzinnych i szeregowych

### Przywiśle
- Granice osiedla: ul. Sokola – prawa strona, ul. Mickiewicza – prawa strona do skrzyżowania z Wisłostradą i od skrzyżowania do rzeki Wisły
- Ulice: Skalna Góra, Wianek, Kosmonautów,Plac 1000-lecia, OSiR, tereny leżące nad Wisłą

### Serbinów
- Granice osiedla: skrzyżowanie ul. Sienkiewicza z ul. Sikorskiego, wzdłuż ul. Sikorskiego do skrzyżowania z ul. Sandomierską, Sandomierska do skrzyżowania z ul. Kazimierza Wielkiego, ul. Królowej Jadwigi, teren do torów, wzdłuż torów do skrzyżowania z ul. Sienkiewicza, ul. Sienkiewicza do skrzyżowania z ul. Sikorskiego[6]
- Ulice: ul. M. Dąbrowskiej, ul. J. Matejki, ul. B. Prusa, ul. Zwierzyniecka, ul. Konstytucji 3 Maja, ul. E. Orzeszkowej, ul. E. Kwiatkowskiego, ul. Kazimierza Wielkiego – największa "sypialnia miejska", zabudowa wielkopłytowa. Nazwa osiedla nawiązuje do powieści Noce i dnie Marii Dąbrowskiej, konkretnie do wpisanego w pejzaż błot, zaniedbanego Serbinowa. Obraz ten korespondował z pejzażem budowanego tarnobrzeskiego osiedla. Współcześnie trudno doszukiwać się jakichkolwiek analogii.

### Siarkowiec
- Granice osiedla: skrzyżowanie ul. Sienkiewicza z ul. Sikorskiego, ul. Dworcowa, wzdłuż torów do ul. Stanisława Orła, ul. Gruntowa do skrzyżowania z ul. Porucznika Sarny, skrzyżowanie ul. Porucznika Sarny z ul. Sikorskiego[6]
- Ulice: ul. Kopernika  – zabudowa wielkopłytowa

### Sielec
- Ulice: część al. Warszawskiej – osiedle o charakterze wiejskim. Do połowy XX wieku wieś na obrzeżach miasta
- GUSowski numer TERYT: 0980234

### Sobów
- Ulice: ul. Bema – osiedle o charakterze wiejskim. Do połowy XX w. wieś na obrzeżach miasta
- GUSowski numer TERYT: 0980257

### Stare Miasto
- Granice osiedla: od rzeki Wisły, ul. Sokola – lewa strona, ul. Mickiewicza – lewa strona Piłsudskiego, ul. Sikorskiego, Sandomierska do skrzyżowania z ul. Kazimierza Wielkiego[6]
- Ulice: pl. B. Głowackiego, ul. Kościuszki, ul. A. Mickiewicza, ul. Piłsudskiego – najstarsza część miasta; rynek, kamienice, Kościół i Klasztor oo. Dominikanów, Urząd Miasta, kino "Wisła"

### Wielopole
- Granice osiedla: skrzyżowanie Wisłostrady, ulica Mickiewicza (lewa strona) do skrzyżowania z ulicą Piłsudskiego, prawa strona ulicy Piłsudskiego do ulicy Sikorskiego, Sikorskiego do skrzyżowania z ulicą Mickiewicza[6]
- GUSowski numer TERYT: 0980292

### Wielowieś
- Ulice: część al. Warszawskiej, ul. Lądowisko Jana Pawła II, ul. Cicha, ul. Górki, ul. Grobla, ul. Kolejowa, ul. Kopanina, pl. Matki Kolumby Białeckiej, ul. Nizinna, ul. Nowa, ul. Odwet Jędrusie, ul. Sobowska, ul. St. Piętaka, ul. Szklana, ul. Wiosenna, ul. Zaciszna, ul. Zagórze  – niegdyś osiedle o charakterze wiejskim, dziś duże osiedle domków jednorodzinnych wciąż rozrastające się. Do połowy XX w. wieś na obrzeżach miasta. Na terenie osiedla znajduje się Macierzysty Klasztor Zakonu Sióstr Świętego Dominika (Dominikanki) założony przez Matkę Kolumbę Białecką.
- GUSowski numer TERYT: 0980300

### Zakrzów
- Ulice: część al. Warszawskiej, ul. Przemysłowa – osiedle o charakterze wiejskim. Do połowy XX w. wieś na obrzeżach miasta
- GUSowski numer TERYT: 0980330

## Osiedla zlikwidowane na mocy uchwały Rady Miasta[7]

### Kajmów
- Ulice: ul. Wesoła, ul. Siarkowa – osiedle o charakterze wiejskim w bezpośrednim sąsiedztwie Zalewu Machowskiego. Do połowy XX wieku wieś na obrzeżach miasta, w 1992 roku włączone do osiedla Miechocin.
- GUSowski numer TERYT: 0980151

## Proponowane nowe osiedla

### Podłęże
- ul. Sadowa, Słomki

W 2011 r. rozpoczęły się konsultacje społeczne nad wyodrębnieniem rolniczej części administracyjnego Dzikowa i powołaniem nowej jednostki. Robocze nazwy to Podłęże lub Nowy Dzików.

## Osiedla mieszkaniowei tereny niezamieszkane
Poniżej znajduje się lista osiedli, które nie stanowią jednostki pomocniczej gminy w rozumieniu art.5 ustawy o samorządzie gminnym z dnia 8 marca 1990 r., jednakże są to nazwy historyczne bądź zwyczajowe, określające zabudowę osiedlową

### Barbórka
- ul. 11 listopada, ul. św. Barbary, ul. Kopernika

### Biała Góra
- ul. Zamkowa, ul. Sienkiewicza

### Bogdanówka
- ul. Zwierzyniecka

### Borów
- ul. św. Onufrego, ul. Borów, ul. Strzelecka

### Osiedle Centrum
- ul. kard. Wyszyńskiego, część ul. Sikorskiego, aula PWSZ Tarnobrzeg, Szkoła Muzyczna) – tzw. "osiedle wieżowców"

### Chałupki
- ul. Bema – tereny leśno-wiejskie

### Chwałki
- ul. Chwałki, ul. Dąbie, ul. Podkamień
- GUSowski numer TERYT: 0980116

### Chomki
- las w południowo-wschodniej części miasta, ul. Żelazna

### Kamionka
- część osiedla Miechocin z lasem Kamionka

### Kozielec
- ul. Ocicka, ul. Błonie

### Machów
- ul. Zakładowa, niegdyś wieś, obecnie na tym terenie znajduje się zalew i zakłady chemiczne "Siarkopol"

### Osiedle Młodych
- ul. S. Wyspiańskiego, ul. H. Dekutowskiego, ul. Targowa – część mieszkalna, ciąg pawilonów handlowo-usługowych, Profesjonalna Szkoła Biznesu w Tarnobrzegu

### Nadole
- osiedle pomiędzy rzeką Wisłą a Starym Miastem i parkiem przy zamku

0980197

### Podzwierzyniec
- określenie terenów osiedli w sąsiedztwie lasu Zwierzyniec stosowane przez Komendę Miejską Policji w Tarnobrzegu na potrzeby rejonizacji dzielnicowych

### Skalna Góra
- ul. Skalna Góra
- GUSowski numer TERYT: 0980240

### Wymysłów
- obecnie utożsamiany z ul. Fabryczną
- GUSowski numer TERYT: 0980323

### Wystawa
- ul. 11 listopada – jedno z nowszych osiedli

### Zwierzyniec
- las sąsiadujący z osiedlami Mokrzyszów, Serbinów, Piastów i Sobów

### Pozostałe nazwy GUS (TERYT)
- 0980091 Borek
- 0980100 Bugaj
- 0980139 Góra
- 0980145 Jagodnik
- 0980168 Majdanek
- 0980228 Piaski
- 0980263 Szlachecki Koniec
- 0980270 Środek
- 0980286 Wianek
- 0980317 Wygon
- 0980346 Żarowie